# Unterseeboot 303
Le Unterseeboot 303 (ou U-303) est un sous-marin allemand (U-Boot) de type VII.C utilisé par la Kriegsmarine (marine de guerre allemande) pendant la Seconde Guerre mondiale.

## Construction
L'U-303 est un sous-marin océanique de type VII C. Construit dans les chantiers de Flender Werke AG à Lübeck, la quille du U-303 est posée le 14 juin 1941 et il est lancé le 16 mai 1942. L'U-303 entre en service 2 mois plus tard.

## Historique
Mis en service le 7 juillet 1942, l'Unterseeboot 303 reçoit sa formation de base à Danzig au sein de la 8. Unterseebootsflottille jusqu'au 31 décembre 1942, puis l'U-303 intègre sa formation de combat à Saint-Nazaire en France avec la 7. Unterseebootsflottille. Au 1er avril 1943, l'U-303 est affecté à la formation de combat de la 29. Unterseebootsflottille à La Spezia en Italie.
L'U-303 est sous les ordres du Kapitänleutnant Karl-Franz Heine. 
Pour sa première patrouille, il quitte Kiel le 31 décembre 1942. Après 68 jours en mer et un succès d'un navire marchand ennemi de 4 959 tonneaux coulé le 23 février 1943, il arrive à la base sous-marine de Lorient le 8 mars 1943. 
Sa deuxième patrouille le fait quitter Lorient le 1er avril 1943 pour rejoindre La Spezia en Italie 15 jours plus tard, le 15 avril 1943, en passant dans le détroit de Gibraltar dans la nuit du 9 au 10 avril 1943.
Puis il appareille le 23 avril 1943 pour rejoindre le 24 avril 1943 le port de Toulon en France. 
Le 21 mai 1943, l'U-303 reprend la mer, mais il est coulé le même jour dans la mer Méditerranée occidentale au sud de Toulon à la position géographique de 42° 50′ N, 6° 00′ E, par un tir de torpilles lancées du sous-marin britannique HMS Sickle. 20 des 48 membres d'équipage perdent la vie dans cette attaque. Le Kapitänleutnant Karl-Franz Heine, qui fait partie des survivants, repartira en patrouille trois mois plus tard le 13 juillet 1943 en prenant le commandement de l'U-403, qui coule quant à lui le 18 août 1943, naufrage dans lequel il meurt.

## Affectations successives
- 8. Unterseebootsflottille à Danzig du 7 juillet au 31 décembre 1942 (entrainement)
- 7. Unterseebootsflottille à Saint-Nazaire du 1er janvier au 31 mars 1943 (service actif)
- 29. Unterseebootsflottille à La Spezia du 1er avril au 21 mai 1943 (service actif)

## Commandement
- Kapitänleutnant Karl-Franz Heine du 7 juillet 1942 au 21 mai 1942

## Patrouilles
|       | Commandant             | Départ           | Départ    | Arrivée          | Arrivée   | Jours    | Succès  |
| ----- | ---------------------- | ---------------- | --------- | ---------------- | --------- | -------- | ------- |
| 1     | Kplt. Karl-Franz Heine | 31 décembre 1942 | Kiel      | 8 mars 1943      | Lorient   | 68 jours | 4 959   |
| 2     | Kplt. Karl-Franz Heine | 1er avril 1943   | Lorient   | 15 avril 1943    | La Spezia | 15 jours |         |
|       | Kplt. Karl-Franz Heine | 23 avril 1943    | La Spezia | 24 avril 1943    | Toulon    | 2 jours  |         |
|       | Kplt. Karl-Franz Heine | 21 mai 1943      | Toulon    | 21 mai 1943 1943 | Coulé     | 1 jour   |         |
| Total | Total                  | Total            | Total     | Total            | Total     | 83 jours | 4 959 t |

Note : Kplt. = Kapitänleutnant

### Opérations Wolfpack
L'U-303 a opéré avec les Wolfpacks (meute de loups) durant sa carrière opérationnelle.
1. Habicht (10 janvier 1943 - 19 janvier 1943)
2. Haudegen (19 janvier 1943 - 15 février 1943)

## Navires coulés
L'Unterseeboot 303 a coulé un navire marchand ennemi de 4 959 tonneaux au cours des 2 patrouilles (83 jours en mer) qu'il effectua.
| Date            | Nom          | Nationalité | Tonnage (GRT) | Convoi | Fait  |
| --------------- | ------------ | ----------- | ------------- | ------ | ----- |
| 23 février 1943 | SS Expositor | USA         | 4 959         | ON-166 | Coulé |

### Source et bibliographie
- (en) Cet article est partiellement ou en totalité issu de l’article de Wikipédia en anglais intitulé « German submarine U-303 » (voir la liste des auteurs).
- Chris Bishop, historien militaire (trad. de l'anglais par Christian Muguet), Les sous-marins de la Kriegsmarine : 1939-1945 : le guide d'identification des sous-marins [« The spellmount submarine identification guide : Kriegsmarine U-boats 1939-1945 »], Paris, Éd. de Lodi, 2008, 192 p. (ISBN 978-2-84690-327-1, OCLC 470721805, BNF 41298980)